# Österreichische Bundesbahnen

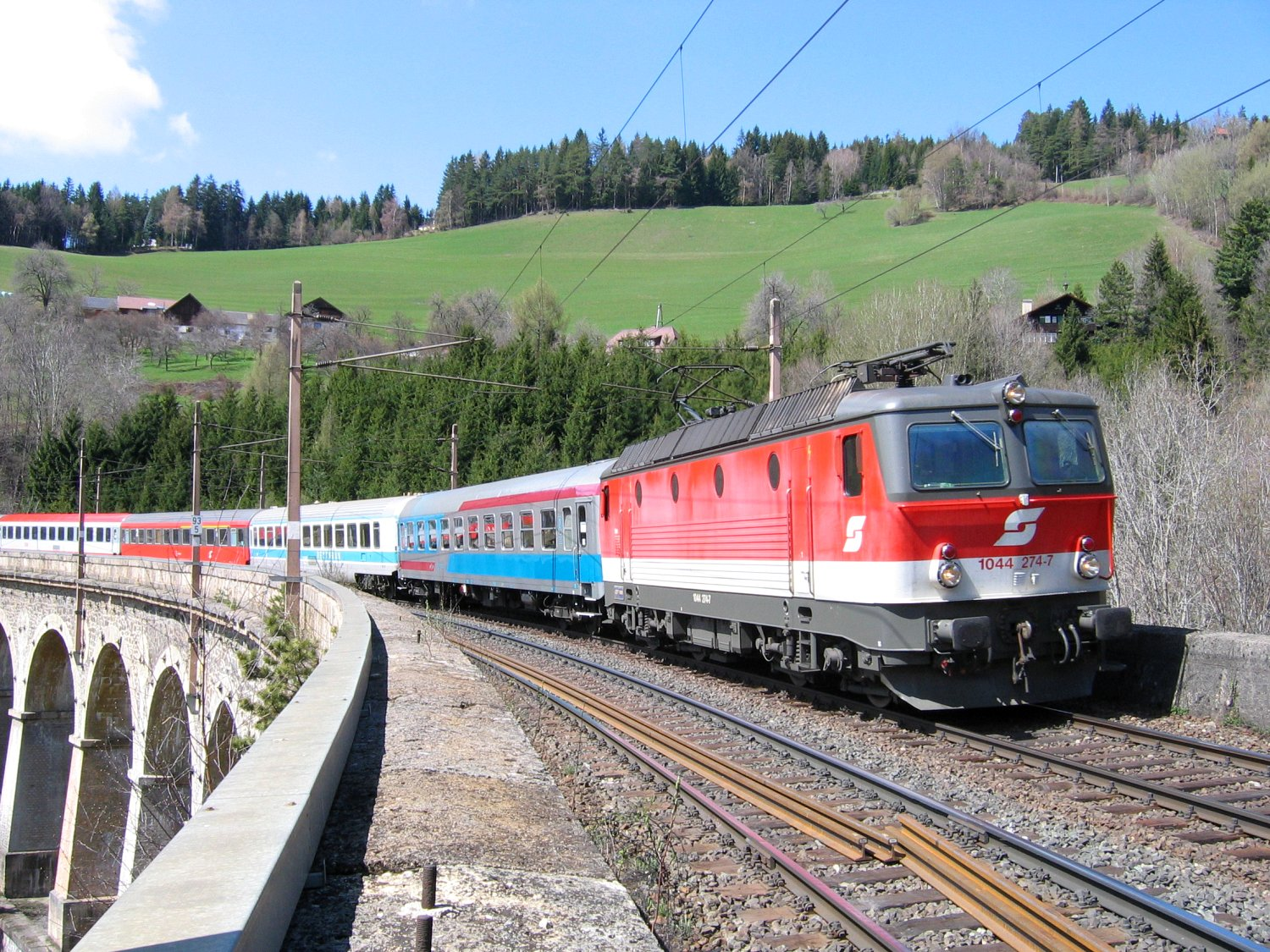
Een internationale trein op de Semmeringspoorlijn

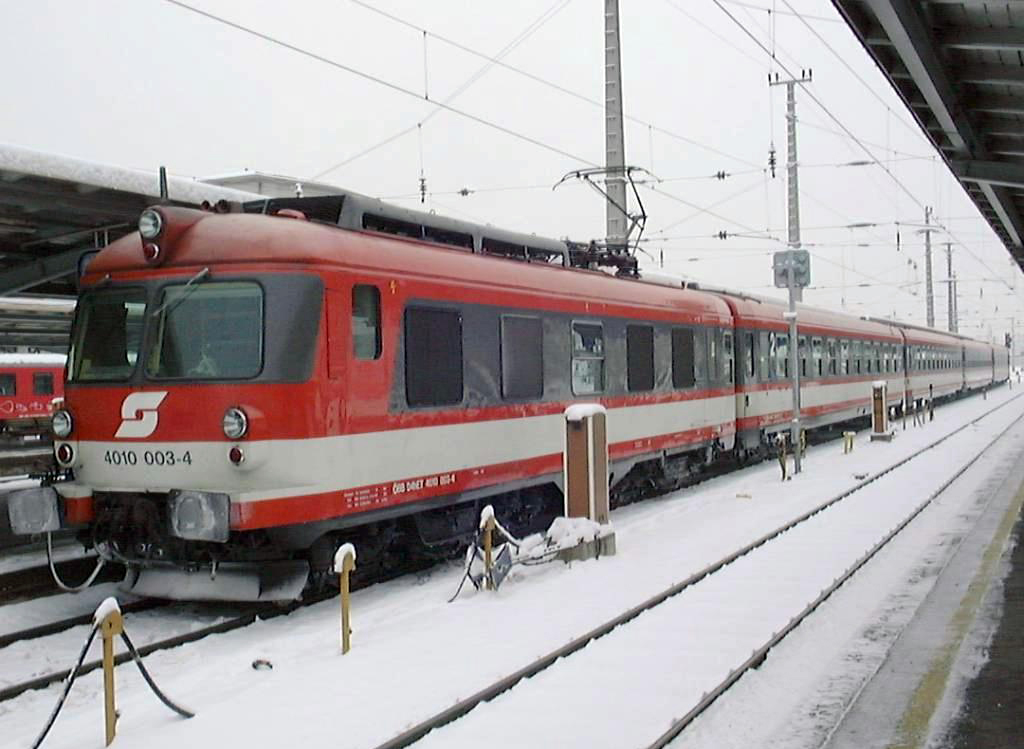
Een sneltrein van de ÖBB in Graz

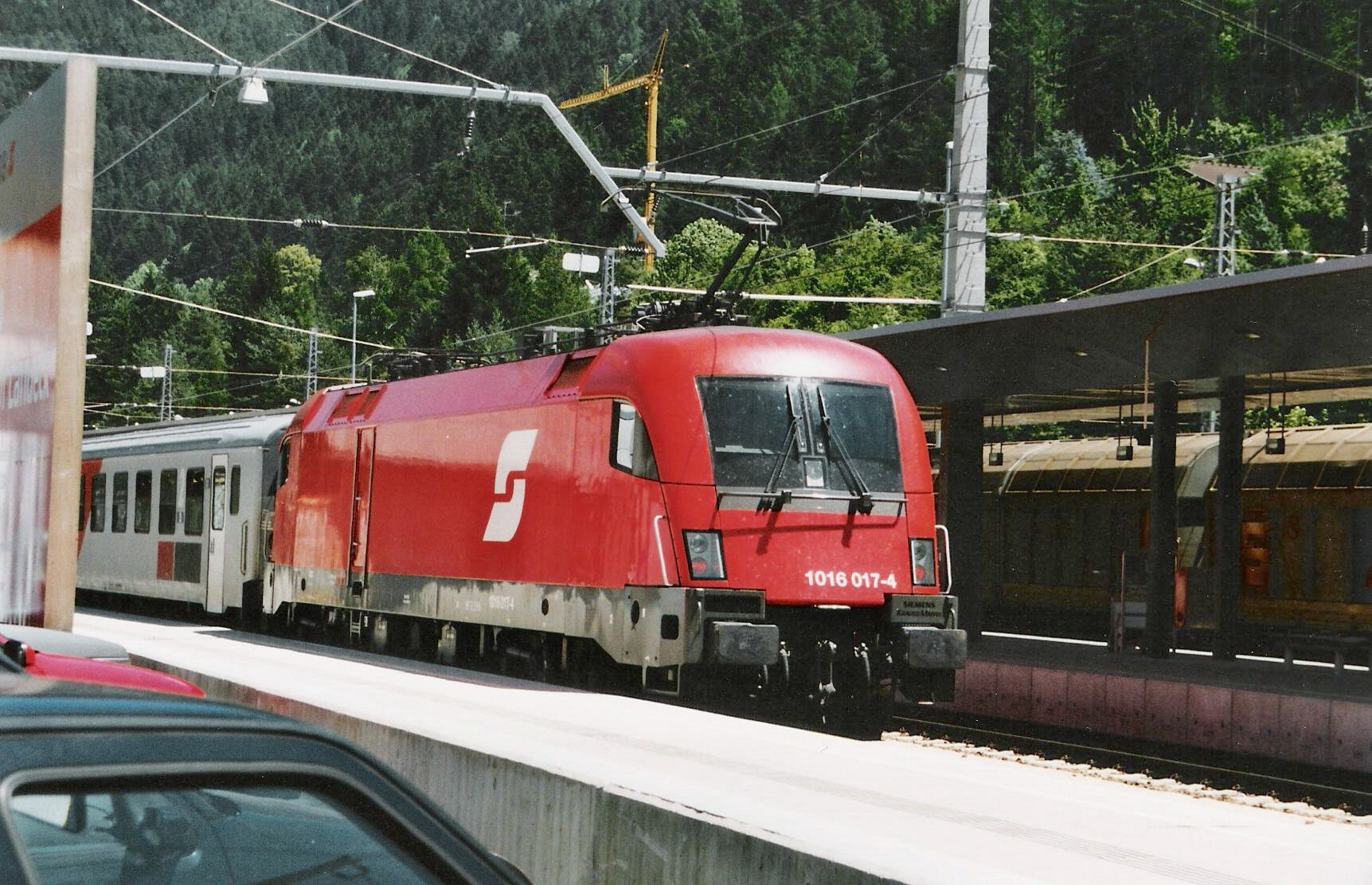
ÖBB 1016 in trek-duwcombinatie in Landeck (Tirol)

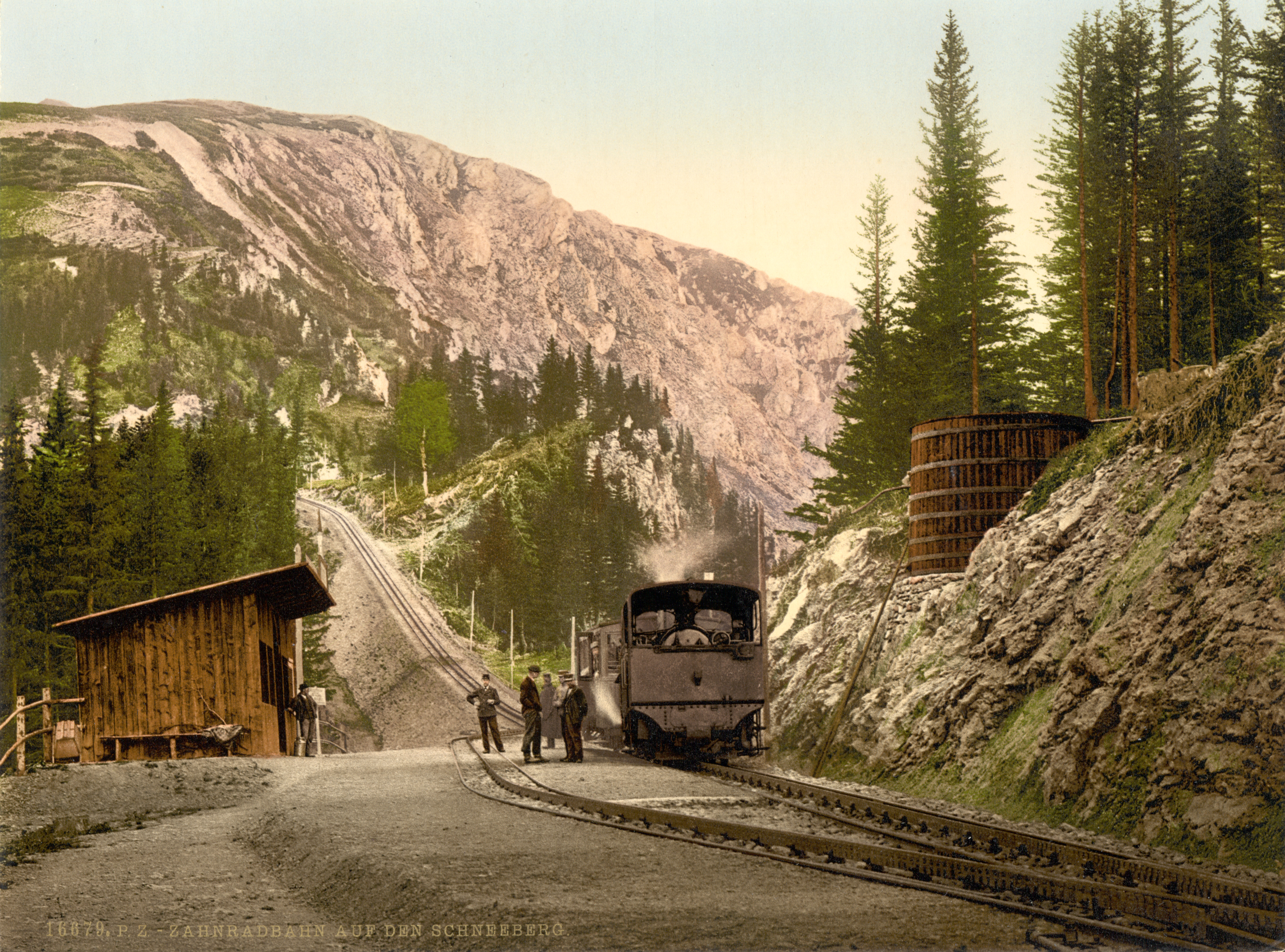
Schneebergbahn (in 1900)

De Österreichische Bundesbahnen of ÖBB-Holding AG (Oostenrijkse Staatsspoorwegen; historisch ook BBÖ) is de grootste spoorwegmaatschappij van Oostenrijk. De Oostenrijkse staat bezit alle aandelen in de ÖBB-Holding AG. Per jaar vervoert de ÖBB 282 miljoen passagiers (432 miljoen inclusief busdiensten) en 92,3 miljoen ton goederen. Het Oostenrijkse spoorwegnet is 5700 km lang, waarvan 57% geëlektrificeerd is. In totaal heeft de ÖBB 44300 mensen in dienst verdeeld over de verschillende activiteiten.

## Geschiedenis
Vanaf 1882 vindt stapsgewijs nationalisering van het Oostenrijks-Hongaarse spoorwegnet plaats. Daar komen de Kaiserlich-königliche österreichische Staatsbahnen uit voort. In 1923 worden de Österreichische Bundesbahnen opgericht als opvolger van deze maatschappij. Als afkorting was BBÖ in gebruik, om vergissingen met de Oensingen-Balsthal-Bahn AG (OeBB) te voorkomen. Na de Anschluss van Oostenrijk bij het Derde Rijk neemt de Deutsche Reichsbahn de exploitatie over. Gedurende de Tweede Wereldoorlog wordt 41% van het netwerk verwoest. In 1947 vindt een nieuwe oprichting plaats van de Österreichische Bundesbahnen. Nu mocht de afkorting ÖBB gebruikt worden, omdat de OeBB met andere Zwitserse privéspoorwegbedrijven de afkorting SP gebruikten. Infrastructuur wordt herbouwd en het net wordt deels geëlektrificeerd. In 1994 wordt de ÖBB, net als de Nederlandse Spoorwegen, conform EU-voorschrift gesplitst in verschillende werkmaatschappijen.

## BBÖ
De afkorting BBÖ stond sinds haar oprichting in 1923 tot de overname door de Deutsche Reichsbahn in 1938 voor Österreichische Bundesbahnen. De huidige afkorting, ÖBB, kon destijds niet worden gebruikt, omdat de Zwitserse Oensingen-Balsthal-Bahn deze afkorting gebruikte. Toen in 1947 de huidige ÖBB werd opgericht, werd de internationale afkorting (OeBB) gebruikt door de Oensingen-Balsthal-Bahn.

## Nacht- en autotreinen
De Österreichische Bundesbahnen (ÖBB) investeerden al eerder in slaaptreinen toen DB op het net bezuinigde. De Oostenrijkers rijden per 11 december 2016 onder meer treinen met productnaam ÖBB Nightjet van Wenen naar Hamburg en van Wenen naar Düsseldorf. Op die laatste verbinding kon tot 2021 de auto ook mee.  In oktober 2019 kondigde het bedrijf plannen aan om in 2020 met NightJet naar Brussel te rijden en in 2021 naar Amsterdam.

## Bedrijfsonderdelen
De werking van de organisatie is bij wet geregeld en kent sinds januari 2005 de volgende bedrijfsonderdelen:
- ÖBB-Personenverkehr (voor personenvervoer)
- Rail Cargo Austria AG (goederenvervoer)
- ÖBB-Infrastruktur Betrieb AG (exploitatie van spoorlijnen en stations)
- ÖBB-Infrastruktur Bau AG (aanleg van infrastructuur)

Ook de spoorlijn door Liechtenstein tussen Buchs via Schaan en Feldkirch is eigendom van de ÖBB.
Op 2 januari 2008 heeft de ÖBB de Hongaarse goederentreinmaatschappij MAV Cargo overgenomen. Hiermee is de ÖBB na SNCF en DB de nummer drie in Europa geworden wat betreft goederenverkeer per spoor. Binnen deze overname zit ook een goederenwagonfabriek in het Hongaarse Miskolc.
Er zijn plannen om de productie hier te verhogen.

## Beroemde spoorlijnen
- Semmeringspoorlijn (tussen Gloggnitz en Mürzzuschlag, ook wel Südbahn genoemd)
- Arlbergspoorlijn (tussen Bludenz en Landeck)
- Brennerspoorlijn (tussen Innsbruck en Brennero)
- Tauernspoorlijn (tussen Badgastein en Spittal)
- Schneebergbahn (vanaf Puchberg am Schneeberg)